# Web-tv
 Denne artikel bør gennemlæses af en person med fagkendskab for at sikre den faglige korrekthed.

Web-tv er videoklip, som offentliggøres af virksomheder, medier, organisationer og privatpersoner på internettet. Brugen af webtv er i kraftig vækst, og nogle danske virksomheder og medier har ifølge Center for Journalistisk kompetenceudvikling, UPDATE, de seneste år oplevet en stigning på op mod 300 procent i antallet af visninger på deres hjemmesider. Webtv forekommer i mange forskellige kvaliteter. Fra de sparsomme klip på private hjemmesider til store og dyre produktioner på virksomheders websideer. Web-tv kan både offentliggøres eksternt eller internt på eksempelvis virksomheders intranet. Nogle virksomheder og organisationer producerer selv web-tv, mens andre vælger at placere produktionen af web-tv hos produktionsselskaber.